# ترسا اورلوسکی
ترسا اورلوسکی (انگلیسی: Teresa Orlowski؛ زاده ۲۹ ژوئیهٔ ۱۹۵۳) یک بازیگر پورنوگرافی اهل لهستان است.